# Баранов Віктор Ілліч
Баранов Віктор Ілліч (рос. Баранов Виктор Ильич; 4 січня 1906 — 26 жовтня 1996) — радянський воєначальник російського походження, генерал-лейтенант танкових військ (1943), Герой Радянського Союзу (21.03.1940). Учасник Громадянської війни в Іспанії, радянсько-фінської та німецько-радянської воєн.

## Біографія
Баранов Віктор Ілліч народився 4 січня 1906 року у місті Тулі. 1917 року закінчив трикласну початкову школу, перший клас Вищого початкового училища у 1918 році й Тульську технічну школу. Працював на одному з тульських підприємств.
У вересні 1923 року записався добровольцем до Червоної армії. Вступив до 17-ї Тульської піхотної школи, яку в 1924 році перевели до Владикавказа і перетворили на Владикавказьку піхотну школу. Під час навчання у складі зведеного загону курсантів брав участь у чекістських каральних операціях проти чеченських повстанців, що протистояли радянській владі.
З жовтня 1926 року служив у 64-му стрілецькому полку 22-ї стрілецької дивізії Північно-Кавказького військового округу (м. Мікоян-Шахар): помічник командира взводу та командир взводу полкової школи. Зі своїм загоном брав участь у придушенні антибільшовицьких повстань у Хасав'юртівському районі Дагестану та в Мікоян-Шахарі Карачаєвської області протягом 1926 року.
З лютого 1932 року Баранов продовжив службу у першій радянській бронетанковій військовій частині — Окремій механізованій бригаді імені К. Б. Калинівського Московського військового округу. Службу проходив командиром взводу, командиром роти в кулеметному батальйоні. У 1933 році закінчив Московські курси удосконалення комскладу мотомехвійськ РСЧА. З вересня 1934 — командир танкової роти 13-ї механізованої бригади 5-го механізованого корпусу Московського ВО (Наро-Фомінськ), з лютого 1935 — помічник начальника штабу батальйону там же.
З жовтня 1936 по листопад 1937 капітан В. І. Баранов брав участь у Громадянській війні в Іспанії, воював на посаді військового радника республіканців. З жовтня 1936 до листопада 1937 року командував танковою ротою. Після того, як на початку грудня 1936 року до Іспанії почала прибувати група радянських танкістів із танками Т-26 і бронеавтомобілями БА-6 і ФАІ на чолі з комбригом Дмитром Павловим, з цієї групи почали формувати 1-шу Республіканську танкову бригаду, а Баранов став командиром її 1-го танкового батальйону. 3 січня 1937 року, коли відновився наступ націоналістів на Мадрид, бригаду було відправлено на фронт, і вона прибула через три дні для участі в контрнаступі республіканців. Батальйон Баранова брав участь у оборонних боях разом із республіканськими військами між 6 і 10 січня, під час яких його БА-6 підбили кілька танків націоналістів. У лютому Баранов і бригада брали участь у битві на Харамі, відбиваючи атаки піхоти націоналістів, але битва закінчилася безуспішно.
У ході боїв в Іспанії Баранов був поранений, нагороджений орденом Червоної Зірки (1937) та орденом Червоного Прапора (1937).
У квітні 1938 року був призначений командиром 31-ї механізованої бригади Ленінградського військового округу (Старий Петергоф).
Учасник радянсько-фінської війни 1939-40 років. У лютому 1940 року 13-та легка танкова бригада (10-й танковий корпус, 7-ма армія, Північно-Західний фронт) під командуванням полковника В. І. Баранова разом із 123-ю стрілецькою дивізією прорвала оборону фінських військ у районі селища Кямеря (сучасне селище Гаврилово Виборзького району Ленінградської області).
Указом Президії Верховної Ради СРСР від 21 березня 1940 року полковнику Баранову Віктору Іллічу присвоєно звання Героя Радянського Союзу з врученням ордена Леніна та медалі «Золота Зірка» (№ 134).
З червня 1940 року командував 1-ою танковою дивізією Ленінградського ВО. З'єднання разом із 3-ю танковою та 163-ю моторизованою дивізіями перебувало у складі 1-го механізованого корпусу генерал-майора танкових військ Чернявського М. Л. і було зразково-показовою танковою дивізією РСЧА. 4 червня 1940 Баранову В. І. присвоєно військове звання «генерал-майор танкових військ».
У травні 1941 року В. І. Баранов закінчив Курси удосконалення вищого начскладу при Військовій академії РСЧА імені М. В. Фрунзе, після чого повернувся до виконання посади командира 1-ї танкової дивізії.
До початку німецько-радянської війни, станом на 22 червня 1941 року, полки дивізії Баранова були укомплектовані танками БТ-5, БТ-7, Т-26, ОТ-130, Т-28, бронемашинами БА-10 і БА-20, а також декількома танками Т-50. Ударну міць дивізії становили 24 важкі танки КВ-1.
17 червня за наказом штабу Ленінградського військового округу 1-шу танкову дивізію почали передислоковувати в район Алакуртті. До 26 червня дивізія зосередилася в повному складі в районі станції Алакуртті, озера Сарі-Ярви, східних схилів гори Кустовара і розпочала підготовку до спільних наступальних дій із 42-м стрілецьким корпусом. 2-й танковий батальйон 1-го танкового полку був виділений для взаємодії зі 122-ю стрілецькою дивізією, механізований полк прикривав лівий фланг корпусу. 28 червня 3-й батальйон 2-й танкового полку відбув до резерву штабу 14-ї армії в район Кандалакші.
|
14 липня прийшов наказ про відправку дивізії під Ленінград, де склалася критична ситуація. На початку вересня дивізія виявилася «розсмикнута» на частини — половина дивізії обороняла Пушкін, друга половина — Оранієнбаум.
Наприкінці вересня 1941 року 1-шу танкову дивізію було розформовано, а на основі залишків її частин була створена 123-я танкова бригада, командиром якої призначено генерал-майора танкових військ В. І. Баранова. У складі 54-ї армії бригада брала участь у безуспішній Синявинській операції у жовтні 1941 року, де зазнала великих втрат.
З квітня 1942 року генерал-майор танкових військ Баранов В. І. — заступник командувача з автобронетанкових військ 54-ї армії Ленінградського фронту. З червня 1942 року і до кінця війни — заступник командувача танкових військ (з січня 1943 посада іменувалася «командувач бронетанковими і механізованими військами») Ленінградського фронту. Учасник оборони Ленінграда, операції «Іскра», Ленінградсько-Новгородської, Виборзько-Петрозаводської, Прибалтійської наступальних операцій, а також блокади Курляндського угруповання німецьких військ.
У квітні 1945 року генерала Баранова було відкликано з фронту на навчання. 1946 року закінчив Вищу військову академію імені К. Є. Ворошилова. З червня 1946 року — командувач бронетанковими та механізованими військами Ленінградського військового округу. З травня 1950 — на аналогічній посаді в Далекосхідному військовому окрузі. З серпня 1953 — командувач бронетанковими і механізованими військами 15-ї армії Далекосхідного військового округу (війська армії дислокувалися на острові Сахалін і Курильських островах). 1954 року закінчив Вищі академічні курси при Вищій військовій академії імені К. Є. Ворошилова. З лютого 1955 року — старший військовий радник командувача бронетанкових та механізованих військ Чехословацької народної армії. З січня 1957 по грудень 1960 — генерал-інспектор із бронетанкових і механізованих військ штабу Об'єднаних Збройних сил держав — учасників Організації Варшавського договору. З лютого 1961 року генерал-лейтенант танкових військ В. І. Баранов — у запасі.
Помер 26 жовтня 1996 року в Москві, похований на Головинському цвинтарі (дільниця № 6).